# Torpa församling, Västerås stift
Torpa församling var en församling i Västerås stift och i Kungsörs kommun i Västmanlands län. Församlingen uppgick 2006 i Kungsörs församling.

## Administrativ historik
Församlingen har medeltida ursprung. Den 9 september 1700 utbröts Kung Karls församling.
Församlingen utgjorde till utbrytningen 1700 ett eget pastorat för att därefter till 1962 vara i pastorat med Kung Karls församling, som moderförsamling till 10 november 1700, därefter som annexförsamling. Från 1962 till 2006 var den annexförsamling i  pastoratet Kung Karl, Torpa, Björskog och Kungs-Barkarö. Församlingen uppgick 2006 i Kungsörs församling.
Den 1 januari 1952 överfördes Torpa församling från Västerrekarne kontrakt i Strängnäs stift till Västerås stift. Den 1 april 1952 bestämdes det att församlingen skulle tillhöra Arboga kontrakt.

## Kyrkor
- Torpa kyrka